# 我是不才惡女
《我是不才惡女》是中村颯希創作的日本輕小說，背景為中華風的架空世界。最初發表於成為小說家吧，單行本由一迅社以《我是不才惡女~雛宮蝶鼠互換傳~》的標題出版，插畫由ゆき哉負責。2025年3月宣布將改編為電視動畫。

## 故事大綱
本作故事背景起始於架空世界裡名為「詠國」的虛構國度，該國遴選太子妃的方法，是從五大家族中各選一名少女入宮，進入後宮的少女成為雛女，在雛宮接受做為未來皇后的養成教育。雛女黃玲琳，蕙質蘭心、才貌雙全，被稱做「殿下的蝴蝶」，眾人皆視之為下一任皇后。相反的，另一名雛女朱慧月既沒教養又庸俗，被嘲諷是「雛宮的溝鼠」，慧月深深忌妒備受眾人寵愛的玲琳，趁彗星出現之際，使用道術將兩人的靈魂對調。就這樣，玲琳突然由天之驕女淪為人人喊打的惡女，她要想辦法在後宮開闢一條生路。

## 改編作品

### 漫畫
《我是不才惡女~雛宮蝶鼠互換傳~》，原作：中村颯希、漫畫：尾羊英、角色原案：ゆき哉，2021年起在《Comic ZERO-SUM》（2月號）上連載。2022年得到下一部人氣漫畫大賞紙本類第7名。2023年度的電子漫畫大賞（電子漫畫大獎）獲選為輕小說部門賞。